# Aleksandr Aleksandrovič Kotov
Aleksandr Aleksandrovič Kotov (Tula, 12 agosto 1913 – Mosca, 8 gennaio 1981) è stato uno scacchista sovietico, Grande maestro.

## Biografia
Si trasferì a Mosca negli anni trenta per studiare ingegneria.
Si mise in luce nel 1939 nell'11º Campionato Sovietico di Leningrado, classificandosi al 2º posto dietro a Michail Botvinnik.
Kotov era un convinto sostenitore del regime sovietico. In uno dei suoi numerosi libri, La scuola scacchistica sovietica (scritta con Michail Judović) scrisse: - " L'ascesa della scuola sovietica ai vertici mondiali degli scacchi è il logico risultato degli sviluppi culturali del socialismo ". Occupò spesso alte cariche nella Federazione scacchistica sovietica.
Divenne Grande Maestro nel 1950, quando la FIDE istituì ufficialmente il titolo.

## Principali risultati
- 1948:  =1º con Bronštejn nel 16º Campionato URSS
- 1950:  1º al torneo di Venezia, davanti a Smyslov e Rossolimo[1]
- 1952:  1º all'Interzonale di Stoccolma, con tre punti di vantaggio su Petrosjan e Tajmanov
- 1957:  2º a Santiago del Cile
- 1960:  =1º a Stoccolma
- 1962:  =1º con Gligorić al torneo di Hastings 1962/63

Giocò in due Olimpiadi degli scacchi: Helsinki 1952 e Amsterdam 1954, entrambe vinte dalla squadra sovietica.
Kotov era un grande ammiratore di Alechin, sul quale scrisse una fondamentale biografia in quattro volumi, pubblicata tra il 1953 e il 1958. Tra i suoi libri di maggiore successo anche la trilogia Pensa come un Grande Maestro, Gioca come un Grande Maestro e Allenati come un Grande Maestro. Scrisse anche un libro non di carattere tecnico, Zapiski šachmatista (Appunti di uno scacchista) e un vero e proprio romanzo, Belje i čornje (Bianco e nero).

## Partite notevoli
- Kotov – Lilienthal, Camp. sovietico 1944, difesa Nimzo-indiana (1–0) Vedi la partita
- Botvinnik – Kotov, Groninga 1946, Nimzoindiana var. Saemisch E-24 (0–1) Vedi la partita
- Bronštejn – Kotov, Parnu 1947, Siciliana Scheveningen B-85 (0–1) Vedi la partita
- Kotov – Keres, Camp. sovietico 1948, difesa Francese, var. Tarrasch C-05 (1–0) Vedi la partita
- Kotov – Smyslov, torneo dei candidati Zurigo 1953, Inglese A-13 (1–0) Vedi la partita

## Opere
- Alekhine, Prisma Editori, 1985
- L'arte del mediogioco, Prisma Editori, 1992
- Pensa come un grande maestro, Prisma Editori, 1983
- Gioca come un grande maestro, Prisma Editori, 1983
- Allenati come un grande maestro, Prisma Editori, 1983
- (EN)  Alexander Alekhine (quattro volumi), Mosca, 1953-1958
- (EN)  World Championship Interzonals: Leningrad–Petropolis 1973 (con R. Wade e L. Blackstock), New York, RHM Chess Publishing, 1974
- (EN)  Chess Tactics, Londra, Batsford 1983
- (EN)  Grandmaster at Work, Macon, American Chess Promotions, 1990
- (EN)  The Soviet School of Chess (con Michail Judovič), Los Angeles, University Press of the Pacific, 2001